# Municipio de Lincoln (condado de Clare)
El municipio de Lincoln (en inglés: Lincoln Township) es un municipio ubicado en el condado de Clare en el estado estadounidense de Míchigan. En el año 2010 tenía una población de 1824 habitantes y una densidad poblacional de 19,6 personas por km².

## Geografía
El municipio de Lincoln se encuentra ubicado en las coordenadas 43°56′30″N 84°54′17″O / 43.94167, -84.90472. Según la Oficina del Censo de los Estados Unidos, el municipio tiene una superficie total de 93.05 km², de la cual 90.86 km² corresponden a tierra firme y (2.35%) 2.19 km² es agua.

## Demografía
Según el censo de 2010, había 1824 personas residiendo en el municipio de Lincoln. La densidad de población era de 19,6 hab./km². De los 1824 habitantes, el municipio de Lincoln estaba compuesto por el 96.71% blancos, el 0.27% eran afroamericanos, el 0.77% eran amerindios, el 0.05% eran asiáticos, el 0.05% eran isleños del Pacífico, el 0.22% eran de otras razas y el 1.92% pertenecían a dos o más razas. Del total de la población el 2.03% eran hispanos o latinos de cualquier raza.